# Бадама
Бадама наричана и Бадoма е старо българско село и гара в Беломорска Тракия на стратегическата в миналото железопътна линия Солун - Одрин - Цариград, първата след Дедеагач в посока Солун, при първия тунел в планината Овчарица, преди Кърка и Гюмюрджина. Тя е на около 8 км северно от Дедеагач.

## История
В XIX век Бадама е българско село във Ференската кааза в Одринския вилает на Османската империя. Според „Етнография на вилаетите Адрианопол, Монастир и Салоника“, издадена в Константинопол в 1878 година и отразяваща статистиката на населението от 1873 година, Бодама (Bodama) има 80 домакинства и 385 жители българи.
Към 1912 г. селото е 100% българско екзархистко и брои 70 български къщи. То е едно от малкото селища където българите отглеждат камили. Над селото е пещерната обител параклис – Св. Тодор, в селото е храма Св. Димитър осветен в 1804 г., а в съседното село Еникьой (Яна) е Св. Георги.
В 1903 г. районния войвода от ВМОРО Таньо Николов планира атентат на железопътната линия в Индере, в тунела при Бадама, който обаче не е осъществен защото в района има много български села и населението им може да пострада сериозно при последващи репресии на турската враст. Със складирания динамит в 1904 г. на 28 срещу 29 юни (н.ст. 12 юни) той заедно с четниците Кел Петко Янакиев от село Манастир Гюмюрджинско и Митрю Карабелята от Дервент, Дедеагачко атакуват турската ЖП инфраструктура като хвърлят във въздуха моста при гара Бадома и разрушават минаващата по него композиция от 9 вагона и локомотива.
През Балканската война Явер паша спира войските си при гара Бадома и се свързва с Дедеагач по телеграфа за да проучи колко български войски има в града, но става жертва на военна хитрост и града е спасен. При бомбардировката на Дедеагач на 8 октомври 1915 от флота на Антантата в Бадома и околността се евакуират около 10 000 жители на Дедеагач. Българското правителство построява стратегическа ж. п. линия от гара Бадома до град Фере със здрав мост над реката до Дьортгьоз. Флората и фауната около Бадона са изследвани от БАН в 1914 г. по време на българското управление от д-р Буреш.
В 1923 във вагоните на гарата са затворени отвлечените от гръцката войска 30 първенци от недалечното българско село Чобанкьой и е инсценирано нападение със стрелба и гранати от „българска“ чета, след което селото е разграбено, а хората интернирани в казармите на остров Крит. В същата 1923 чети на ВТРО по заповед на главния войвода Таньо Николов нападат гръцките войници в казармите в Дедеагач и взривяват железопътния мост между Фере и Бадома.
Село Бадома е обезлюдено от интерниранията и бежанските вълни, то не съществува днес, намирало се е надалеч от гарата, между днешните села Еникьой (Яна) и Палая (Palaya), но не съвпада с тях.

## Личности
Родени в Бадама
- Ангел Атанасов Попов (1913 – 1944), български военен деец, подпоручик, загинал през Втората световна война[7]